# Mezzanotte nel giardino del bene e del male
Mezzanotte nel giardino del bene e del male (Midnight in the Garden of Good and Evil) è un film del 1997 diretto da Clint Eastwood e interpretato da John Cusack, Kevin Spacey e Jack Thompson.
Tratto dal romanzo omonimo di John Berendt (sceneggiato da John Lee Hancock), rielabora un fatto di cronaca realmente accaduto.

## Trama
Savannah (Georgia), 1981. Il cronista John Kelso giunge in città per scrivere un articolo di costume sulla festa di Natale organizzata dal ricco antiquario Jim Williams e, durante la sua permanenza, oltre a innamorarsi di Mandy Nichols, fa la conoscenza di diversi pittoreschi personaggi, tra cui la drag queen Frank "Lady Chablis" Deveau, un uomo che porta a spasso un cane invisibile e uno che porta al guinzaglio delle mosche.
Durante la festa Kelso assiste a una lite tra Jim e il suo giovane amante Billy Carl Hanson che, visibilmente alterato da droghe e alcool, minaccia l'antiquario e, dopo qualche ora, a festa finita, scopre che si è consumata una tragedia nello studio di Jim: il giovane Billy è stato ucciso da Jim per, a suo dire, legittima difesa. 
Mentre Williams chiede aiuto a Minerva, una sacerdotessa voodoo, che gli rivela che lo spirito del morto lo perseguita, e l’avvocato Sonny Seiler fa di tutto per trovare testi a favore di Jim, Kelso, che ha ottenuto il permesso di scrivere un libro sull'accaduto, indaga e trova un’infermiera che è pronta a testimoniare di aver messo lei i sacchetti sulle mani del morto e che quindi la polizia non solo è stata negligente ma ha anche mentito. Dopo aver dato la notizia all’avvocato, Kelso va da Jim che, ignaro della cosa, gli confessa di aver sparato prima lui a Billy e di avergli poi fatto premere il grilletto quando già era morto. Saputo però della teste a suo favore, Jim testimonia il falso e viene assolto e scarcerato. 
Dopo il verdetto, mentre Jim si trasferisce a vivere a Savannah con Mandy, Minerva rivela che Billy non ha intenzione di lasciar stare Jim e infatti, una volta tornato a casa, l’uomo ha un infarto e muore nello studio dove era morto Billy.

## Riconoscimenti
- 1997 - GLAAD Media Awards
  - Candidatura Miglior film della grande distribuzione
- 1998 - Online Film & Television Association
  - Candidatura Miglior performance rivelazione maschile a Lady Chablis
- 1998 - Political Film Society
  - Candidatura Premio per i diritti umani
- 1997 - Society of Texas Film Critics Awards
  - Miglior attore non protagonista a Kevin Spacey